# Râul Șușița, Jiu (Rovinari)
Râul Șușița este un curs de apă, afluent al râului Jiu. Se formează la confluența dintre brațele Straja și Măcriș.